# Lennox Island
Lennox Island är en ö i Kanada.   Den ligger i provinsen Prince Edward Island, i den östra delen av landet, 900 km öster om huvudstaden Ottawa. Arean är 5,3 kvadratkilometer.
Terrängen på Lennox Island är mycket platt. Öns högsta punkt är 9 meter över havet. Den sträcker sig 3,6 kilometer i nord-sydlig riktning, och 3,2 kilometer i öst-västlig riktning.